# Manfred Ortner (Architekt)
Manfred Ortner (* 3. November 1943 in Linz) ist ein österreichischer Architekt und ehemaliger Hochschullehrer.

## Werdegang
Manfred Ortner studierte von 1961 bis 1967 Malerei und Kunsterziehung an der Akademie der Bildenden Künste Wien. Nach seinem Abschluss als Magister artium war er zunächst als Kunsterzieher tätig und stieß dann 1971 zur Architekten- und Künstlergruppe Haus-Rucker-Co in Düsseldorf, die bis zu ihrer Auflösung 1992 unter anderem an mehreren documenta-Ausstellungen teilnahm. Mitte der 1980er Jahre wandte sich das Interesse zunehmend konkreten Bauaufgaben zu und so folgte 1987 die Gründung des Architekturbüros Ortner & Ortner Baukunst in Düsseldorf zusammen mit seinem Bruder Laurids Ortner. 1990 folgten Ableger in Wien und Linz, 1994 in Berlin und 2006 in Köln. Ortner lehrte von 1994 bis 2012 als Professor für Entwerfen an der Fachhochschule Potsdam.

## Ehrungen und Preise
- 2014: Großer Kulturpreis des Landes Oberösterreich / Mauriz-Balzarek-Preis[1]
- 2020: Großer Österreichischer Staatspreis[2][3]